# Myriopteris windhamii
Myriopteris windhamii är en kantbräkenväxtart som beskrevs av Grusz. Myriopteris windhamii ingår i släktet Myriopteris och familjen Pteridaceae. Inga underarter finns listade.